# 實體
實體（英語：entity）是以自身形式存在的东西，可作为主体或客体，可实际存在或潜在存在，可具体存在或抽象存在，亦可物理存在或非物理存在；实体有可區別性且獨立存在，但不必然是物理存在，尤其是抽象和法律擬制也常視為實體。
實體可用來指涉某個人，或動物、植物、真菌等不會思考的生命，又或無生命物體、信念等的事物。在此方面，實體可以被視為一全包的詞語。有時，實體被當做本質的廣義，不論即指的是否為物質上的存在，如時常會指涉到的無物質形式的實體－語言。更有甚者，實體有時亦指存在或本質本身。

## 各學科的意義
在數學中，實體可被看成是一包含有子集的集合；在哲學中，這種集合被稱為客體。在法律上，實體是指能具有權利和義務的事物，這通常是指法人，但也包括自然人。

## 哲學解析
亞里士多德認為，實體具有兩方面的意義，包括：載體和形式。載體即實物，如一切可見的物品。而形式則如數學、體制等等，在此意義下均可稱為實體。由此，實體亦可分為三類：一種是可感覺的，而可感覺的實體再分為永恆和可消滅的。可消滅的實體則為大眾都認知的實體，如動植物、土、水、火之類。這些實體都非永恆且可消滅。另一種實體則不運動、具抽象性。如形式和數學。